# Neoliodes canaliculatus
Neoliodes canaliculatus är en kvalsterart som först beskrevs av Koch 1839.  Neoliodes canaliculatus ingår i släktet Neoliodes och familjen Neoliodidae. Inga underarter finns listade i Catalogue of Life.